# هارون خان
هارون خان (بالإنجليزية: Haroon Khan) هو ملاكم إنجليزي من أصل باكستاني بدأ مسيرته الاحترافية سنة 2013 حيث انتصر في نزاله الأول. حقق الميدالية البرونزية في دورة ألعاب الكومنولث 2010.

## إحصائيات
خاض خلال مسيرته 5 نزالا، فاز في 5 ولم يتعادل ولم يخسر. فاز بالضربة القاضية في نزال واحد.

## الميداليات
| الميدالية | المسابقة                  |
| --------- | ------------------------- |
| برونزية   | دورة ألعاب الكومنولث 2010 |

## روابط خارجية
- هارون خان على موقع بوكس ريك (الإنجليزية) (registration required)